# Llista de vocabulari rossellonès
Aquesta llista de vocabulari rossellonès recull una mostra significativa de lèxic propi del català septentrional (sovint anomenat rossellonès), un dialecte constitutiu del català enquadrat dins del bloc oriental de la llengua i parlat a la Catalunya Nord.
La tria dels mots llistats s'ha fet a partir de les obres de referència citades a la secció Fonts.

## Mots comuns amb altres dialectes
- A les petites: a les primeres hores del dia, cap a la matinada
- Aiguamoix: llacuna. Conflent
- Arrombollar: arremolinar, Conflent
- Bagol: bruel, crit fort
- Boll: pellofa amb aresta del gra de blat i altres cereals
- Brutinyó / brutinyós: invar. gen. adj. persona bruta
- Bufa: bufeta; butllofa
- Bufeta: butllofa
- Calciner: venedor de calç
- Calçons: pl. calces, calçotets
- Canyó: gola
- Canyoca: canyota, tronc de l'espiga del blat de moro. Conflent, Ripoll, Olot
- Càvec: aixada, també emprat al Rosselló.
- Colomina: coromina
- Corruntum: correntum, correntim a l'Empordà
- Corruntumar: acaramullar, acurullar
- Deixondar: deixondir. Conflent
- Enfondar/enfondrar?, esfonsar (esfonsar és un col·loquialisme per Enfonsar a tot Catalunya) : afonar, enfonsar (també emprat al Rosselló). Enfondrar també és valencià
- Esbardellar: esberlar, trencar per contusió o xoc una cosa sòlida
- Escaló/graó: esglaó, esgraó, grau
- Escapiar: Collsacabra, Empordà
- Escarquillat: deixondit, escarrabillat
- Esguillar-se: esquitllar-se(-les), guillar(-se-les)
- Estassar: abatre, fer caure o posar violentament en posició horitzontal
- Estossar: estossinar, esbaltir
- Fenoll: fonoll, també s'hi empra
- Galàpet/galapo: la segona a Elna
- Gelor: fred intens o qualitat de geliu
- Guinea: rebomboris, batibulls, cabòries torbadores
- Llossa: culler
- Lluert: llangardaix
- Manada: grapat, manat (aplec de coses que s'agafa amb una mà)
- Masada: heretat rústica amb casa habitada permanentment pels conradors
- Mesell, -a: triquinós, -osa: porc o sa carn quan l'animal té el paràsit «triquina»
- Mót: marge o relleu de terra, de canyes i de buscalls, que serveix per a deturar o desviar l'aigua d'un rec
- Moledó: modoló, també emprat al Rosselló (garbera, munt de garbes amb les espigues cap a dins formant una pinya o con)
- Palluc: beneit, Collsacabra, Empordà
- Panisser: panarra, que li agrada molt menjar pa
- Panistre: ant.? paner gran o cove
- Picapolla: picapoll
- Plovinejar/ploïnejar: ploure menut
- Pluja batent: pluja molt intensa, en gran quantitat. Conflent
- Rata penera: rat penat
- Rata petanera/planera/plana: Banyuls, rat penat
- Reclamar: cantar la perdiu o el tord. restoll rostoll, també s'hi empra
- Reviralla: revifalla, revivalla
- Roïssos: rosecs, restes o deixalles del menjar
- Sosmoure: somoure, commoure
- Timó: caps d'ase o tomanyí
- Tosquirar: tondre, esquilar
- Trescamar: moure les cames com per a caminar
- Trumfa: patata, trufa

## Canvis o conservació de significat
- Allongar (s'): allunyar-se, apartar-se
- Baldaments!: tant de bo!
- Bàlec: gen. pl. pellofa que cobreix el gra de blat al Conflent i al Rosselló
- Barqueta/barquet: rentador, barquet, caixó: caixeta baixa i llarguera on les dones posen la roba de rentar
- Barret: bonet o a una boina ampla
- Blegadissa: articulació
- Bolló: boll del gra de blat
- Bordegàs: bastard
- Borrassa: sac de gemecs
- Calmar intr.: amorriar, fer la migdiada el bestiar
- Calrada: borradura
- Còrrec: torrent irregular
- Devota: ermitatge
- Entrames: entranyes, cat. ant. entràmenes
- Esbombar: esfondrar
- Esmordaixes: mordasses o molls, per a agafar les brases
- Espiar: mirar
- Esquinxa-roba: espiga de ferro, dita també llangardaix o esquinça-robes
- Esquixacalces: Vallespir. espiga de ferro, dita també llangardaix o esquinça-robes
- Estuf: orgull, envaniment
- Finesa: bestiesa, per antífrasi
- Força: molt
- Ganxo: fig. romeguera
- Gorra: boina
- Innocent: estúpid
- Jove: xicota, promesa, parella. cf. Eivissenc. com pertot fora del català central 'la jove' és 'la nora'
- Llaunes: ulleres
- Llentilla: 'piga'
- Lluquet: llumí, misto
- Marxar: caminar com en occità i no 'partir'
- Minyona: noia. la 'minyona' és 'la criada'
- Morralla: cabestre, cordes amb què s'agafen i es menen les bísties de tragí
- Noi, -a: gitano
- Oliu o oliver: olivera
- Olivera, oliveda: olivar. L'arbre 'olivera' hi és 'oliu'
- Palpada: pallissa, estovada, atonyinada, ablanida, ablaida
- Pegar: adherir, esp. amb cola. cf. cat. ant. i clàss. i oc.
- Per: amor de/que a fi de/que
- Plapar: atonyinar, allisar, estovar, ablanir, ablair
- Podall?/pudall?: dona lletja
- Ratàs: rata, avar
- Rotllo: rotllana
- S'enyorar: avorrir-se
- S'enyorar: també vol dir 'avorrir-se'
- Serrat: turó
- Terrat: teulada o teulat
- Tirandes: caminadors, també emprat
- Tort: béns rústics apropiats injustament. per ex. El Tort d'en Quelot als afores de la Bastida de Bulès, 1960
- Tort: ranc, coix
- Trucar: picar, pegar
- Venta: boll que salta en passar el gra pel ventador. Sançà, 2001, François Banet
- Ventre de la cama: panxell, tou de la cama
- Vespra / vetlla: f. vigília
- Vigili m. o vigília: dejuni
- Virolla: coll del pou
- Zimzam: vaivé.

## Occitanismes
La llista següent mostra occitanismes o mots de continuïtat occitano-catalana, molt presents en rossellonès.
| Índex A B C D E F G H I J K L M N O P Q R S T U V W X Y Z |

### A
- Aglan: gla, aglà
- A polit: compte!; lentament
- Abartàs: bardissa a Estagell
- Absolvre: absoldre
- Adiu!: salut!; adéu!
- Adondar: domar
- Adregar: aregar, ensinistrar
- Afram: golós, golut
- Agla/alga: àliga
- Aibre: arbre
- Aigua senyada: aigua beneita cf. occità "aiga senhada"
- Aigual: aiguamoll; bassa, bassal
- Aigua-senyader: beneiter, pica d'aigua beneita
- Aiguera: cocó, cadolla tapada. Talteüll
- Aiguerol: aiguamoll
- Aima: ànima
- Aimari: armari
- Aïna: eina
- Airola/eirola: erola
- Ajustar: afegir
- Aladern: "L'aladert / crema tot verd / i l'auliu / crema tot viu” (proverbi d'Òpol)
- Allandar: esbatanar, obrir de bat a bat
- Allargar: amollar, deixar anar
- Allargar-se: estirar-se
- Allongar-se: estirar-se
- Allumar: encendre
- Amolar: esmolar
- Anguilar (s'): esmunyir-se; colar-se
- Araire: arada
- Arapeda: pagellida
- Ardelesa: gallardia, coratge
- Argelac: argelaga
- Arquet de sant Martí
- Arramir: arraconar
- Arrestar: aturar
- Arreu: de seguida
- Arrollar (s'): aplegar-se, fer rotllo
- Atisonar: atiar
- Atudar: apagar
- Aulendra[a]: oreneta
- Avisar-se/envisar-se: adonar-se

### B
- Babau: papu; espantall; home-llop; beneit
- Babot: borinot; corc del gra
- Badiu: Conflent. cobert on es podia entrar una carreta carregada en cas de tempesta
- Baldaments: quina sort!; tant de bo
- Band: banda, costat. Cf. fevesa, partida de prats i bosc en les muntanyes d'un poble al Pallars Sobirà
- Barbollaire: qui parla precipitadament i confús
- Barda: aloc, Vitex agnus castus
- Bardissa: tanca vegetal, fila d'arbusts
- Barralla: tanca de fusta a l'entrada d'un camp o prat
- Barrallar: tancar amb barralla
- Barrenc: avenc amb corrent d'aigua subterrània generalment però que de vegades sobreïx o bé traspua per escletxes a Les Corberes
- Bartàs: zona plena d'esbarzers
- Bassí: safareig
- Bastiment: vaixell
- Bateu: vaixell, ja en Ramon Llull
- Belleu: potser, ja en Ramon Llull
- Bernicloc: totxo, pec
- Berniclocada: totxeria, ruqueria
- Bigòs [bigós]: bigot, aixada de ferro amb dues puntes
- Blaca: garric, coscolla. Talteül
- Blanquinejar: deixar-se veure una cosa blanca
- Blat dindi/blat d'Índia/blat indi/mill: nord del Ross. i Capcir blat de moro emprat al Vallespir. DIEC
- Boïc: artiga
- Bolsa: bossa
- Borrada: treball feixuc; gran quantitat
- Bossut: geperut
- Botar: inflar
- Bressairola: cançó de bressol
- Bri: un una mica
- Briant: brià, eczema
- Briu: coratge, atreviment. DIEC
- Bruig/brutx: grafia de Joan Veny. brogit
- Brutixa/brutitja: brutícia, oc. brutitge
- Bubot: abegot, borinot al Vallespir i Conflent
- Bufa o falla: fallada (també usat al Rosselló), buida, parlant de nous.
- Bugadera: semal, portadora

### C
- Escorbàs: corb
- Ca: també es coneix gos
- Cabeca: xibeca, òliba, gamarús
- Cabota: cabeça
- Calça: mitjó
- Calmàs: calima, calitja
- Cambajó cuixot
- Cambra: estança de dormir. DIEC
- Campanya/campestre: camp
- Canya: gossa; gossera: mandra, peresa molt forta
- Carbonilla: carbonissa
- Carrota: pastanaga. gal·licisme per a la varietat moderna, la de color ataronjat o butà
- Catlla: guatlla
- Caulada: formatges fets amb llet brossada
- Cavalla: egua
- Cel de la boca: paladar dur
- Cilla: cella
- Cinta: cinyell
- Cintar: cenyir
- Ciprés: xiprer, també emprat
- Ciuró/ceiró: cigró. DIEC
- Clartat: claredat
- Clavar: tancar amb clau; mossegar amb els ullals o claus
- Clavillar: turmell. DIEC
- Clic/papaclic/l'amagat (jugar o se fer a): a cuit i amagar
- Clofa/pallofa/callofa/pell: clovella de l'ametlla
- Codena: cotna
- Cogot: clotell
- Cominal: comunal
- Cordell: cordill. DIEC
- Córrer la gandaina/la galindaina: viure desvagat
- Corricuita (a) : de/a correcuita, de corre i cuita
- Cotell: ganivet, coltell
- Creballa: crebassa, clivell de la pell causat pel fred o per malaltia; escletxa, clivella
- Crebar: rebentar
- Crivella: garbell
- Cuire: cuiro, cuir

### D
- Davallar : baixar (també emprat)
- De seguit: de seguida, tot seguit
- Desgallar: fer malbé, desbaratar
- Demest: enmig
- Derna/nogall/belga: grill o galló de taronja
- Desc/desca: panera plana
- Desenou: dinou
- Desesset: disset
- Desevuit: divuit
- Desmargar: desmanegar
- Desnuïllador: desllorigador, ballador (articulació)
- Despenjafigues: gànguil (molt alt)
- Destetar: desmamar
- Dorc: dorca petita
- Dorca/dorga: gerra o càntir gran de terra, de fusta o de metall, que serveix per a tenir diferents líquids, com aigua, oli, vi, llet
- Duïll: doll

### E
- Eime: esme, consciència
- Eimina, eiminada: emina, eminada. mesura agrària equivalent a una extensió de terra capaç de contenir una eiminada de sembradura.[b]
- Eirola: erola
- Eixir: sortir (també emprat modernament si més no)
- Emplastre: bufetada
- Enaiguetes: fer denteta
- Enclutge: enclusa
- Enderris: capfoguers
- Enfallegar: embafar, atipar, enfitar, cat. antic enfalagar; enlluernar
- Enfarenat: irat, fortament excitat, irritat; enfeinat
- Enyorer: enyor, enyorança
- Escampa (fer un/a): partir d'un restaurant sense pagar
- Escampill: escampall
- Escampillar: escampar
- Escarbella/esquerbella/esgrebella/escarballa/escreballa/escretlla: crebassa, escletxa
- Escarbellar-se/escreballar-se/escrebassar-se: esquerdar-se
- Esconfir: desconfir, derrotar, vèncer, desfer-se de
- Escon: escó
- Esfoirat/esfoiregat: que té diarrea
- Esfonar/esfonsar: afonar (esfonsar és un col·loquialisme per Enfonsar a tot Catalunya)
- Espellir: descloure's, una flor
- Espepissar: inspectar minuciosament
- Espertinar, espertina, espertineta: berenar, berena
- Espeternellar-se: estirar-se apàticament, cames ençà, braços enllà
- Espiar: mirar; vigilar
- Espinarc: espinac
- Esporucar: esporuguir
- Esquerrot: esquerrà
- Estalzí: sutge. pronunciat "estatgí" com "cotze" per colze
- Estamaire: estanyaire
- Estela: estel
- Estinflat: espaterrat
- Estofar-se: ofegar, sufocar
- Estonant: sorprenent
- Estonar: estranyar

### F
- fanga: fang
- Fa/fava!: caram!
- Fajosa: fageda
- Farda: femer, femoral/femeral en català antic
- Fargat: malforjat, malgirbat (vestit de qualsevol manera)
- Fasti: fàstic
- Favassa: imbècil i encantat
- Feda per ovella
- Femoràs: femer, femoral/femeral en català antic
- Fena: feina, faena
- Filat: xarxa. DIEC
- Filata: pal que porta banderes per les festes
- Filbastar: embastar
- Filerella: filera
- Flacar: defallir, flaquejar
- Flambard-a: orgullós, Conflent
- Flasco-a: imbècil
- Flecó: panet
- Forro: saig
- Forroll: forrellat
- Fosseró/forseró/fisseró: vespa terrera/xana, abegot/abelló europeu que sols arriba fins al nord de Catalunya
- Fotral: imbècil, bèstia, ximple, beneit; molt alt, molt gros: un fotral de…
- Franquet: cranc
- Fregador: fregall; lloc o departament de la cuina on hi ha l'aigüera de fregar l'escudellam Conflent; Malví, Althaea officinalis
- Frígol/frigola/frigoleta/farigoleta: farigola
- Fringaire: xicot
- Frixa: freixura
- Furnyigar: furgar, furguinyar

### G
- De garripautes/garripautis/gratapautes/gratipautes: de quatre grapes
- Gaio: guerxo, guenyo
- Galipandàs: home alt, garrallarg
- Gamarro: gandul
- Gamat: tarat
- 'Gambajó: cuixot
- Ganyidar: grinyolar, udolar
- Gara!: compte!
- Garrolla: garric, alzinoi, coscolla? a Estagell
- Gelor: fred intensa, qualitat de geliu
- Gibre: gebre
- Gingiva: geniva
- Gisclar: xisclar. Conflent
- Gitar: llençar/tirar
- Giverd: juliverd. grafies de Joan Veny
- Glosir: cloquejar
- Goda peresa
- Graneu: garneu. forma etimològic, cf. Mall.
- Granyota: granota
- Graula: gralla
- Gravilla: graella
- Greit: guaret, també emprat
- Gresala: palangana
- Grut: segó
- Guarir: curar
- Guastar/gostar: gastar
- Guiny: estelleta, punxa
- Guinxo : guerxo, guenyo
- Guiscar: xisclar

### H
- Hajar: heure, haver; donar, fer passar, acostar una cosa a algú. Ser hajat: estar capolat, retut
- Helra/hedra: heura, hedra
- Hereter: hereu

### I
- Inxa: empelt

### J
- Jaupar: lladrar
- Juliana: bacallà
- Jutiperis: un plaga; fer jutiperis a qualcú: donar a algú el mal de mar, ganes de vomitar

### L
- Let: lleig
- Lleituga/lletuga: enciam que també s'hi fa servir, o també escarola
- Llaca: tira o renglera de ceps o de llegums sembrats
- Llapin: conill. Conill hi és 'la vulva'
- Llardet: guspira, llampegueig
- Llauseta/aloua: alosa
- Llebraut/llebrot: llebre jove
- Llesta, llestar: tria, ja en Ramon Llull, triar
- Llimauc/llemauc: llimac
- Llipoter ; llipota/llipoti: arbocer; arboç
- Lluçar/llucejar: llampegar, llampejar
- Llucet: llampec

### M
- Macarell: macarró, arlot
- Mainatge: nen. Els mainatges: la mainada
- Manco: menys
- Manglana: magrana, mangrana
- Manyac: gentil, dolç; nom donat a l'ase
- Margue: mànec
- Menar: conduir, portar un cotxe
- Menuell, meniell, menell (/dit ~) : dit menovell, petit/xic
- Mes però
- Minyó: noi
- Misturet: blat negre
- Molsida: llet munyida, llet de la molsa
- Molsir/mólser: munyir. la segona al Rossellonès i capcinès
- Monina: mona; embriaguesa
- Monjo: braseret petit per a escalfar el llit
- Mostarda: mostassa, mostalla

### N
- Nalt: alt (també emprat)
- Narió, nariu: forat del nas. DCVB
- Nin: nen
- Noga: nou
- Nut: nu

### O
- Oir: sentir (també emprat)
- Oliu: oliver; oliv(er)ar
- Ontocom: en algun lloc
- Pallago: xic, noi

### P
- Padrí: avi, al Vallespir.
- Papissa, patet: maltraçut, mancat de destresa
- Parpallol (Ross. Occ.), parpanyol-parpinyol (Ross. Or.) : papallona
- Pastre: pastor
- Patna: paella
- Patota: nina
- Peirer: paleta, mestre de cases
- Peixell/pegell perxell
- Peixoneria: peixater, peixateria
- Pellerotaire: pelletaire
- Per mor de: per tal de
- Perilla: sexe de la dona
- pescaire : pescador
- Picassa/pigassa: destral
- Píl·lola: pioc gall dindi
- Piuça: Conflent, puça
- Plaja: platja
- Poal: càntir
- Poll: pollanc, pollancre
- Pols m.: pols f.
- Porrejar: fer malbé
- Potó: petó, bes
- Pou o paor: por (també emprat)
- Punyat: puntada, grapat
- Punyet: canell, puny (anatomia)

### Q
- Qualcú: algú. DIEC
- Qualque: algun. DIEC
- Quelcom: alguna cosa. DIEC
- Querre: anar a prendre algú o alguna cosa
- Quitllar: dreçar
- Quitxar-quitjar/catxar: prémer, pitjar

### R
- Ramaniot: escura-xemeneies
- Rauc: ronc, rogall
- Rauquillós: rogallós
- Rausa f.: caparra alcohòlica, cast. resaca
- Recebre: rebre, també emprat
- Recossirar: recercar, mirar atentament una cosa per comprovar el seu estat, per cercar-hi quelcom
- Recossirar-se: adonar-se que una persona o cosa no hi és; trobar-la a mancar
- Refatjaire/refatxaire: adobacossis. oc; refachaire, de l'occità Refachaire, 'qui refà'
- Rega: solc; retxa, ratlla
- Reinet, rei-petit: reietó, ocell
- Repeix: àpat
- Repetell (al ~ del sol) : baterell del sol
- Repetellar: lluir, brillar, deixar-se veure amb esclat de llum o de color
- Ribera: riu
- Rodon: rodó
- Rota/ruta: carretera
- Rovill: rovell
- Rovillejar: plovinejar
- Rovira: roureda

### S
- Salious: salpàs
- Sàller/sallir: sortir (també emprat si mes no modernament)
- Salze ploraire/plorós/plorant: desmai
- Sanglantana/singlantana: sargantana
- Sangsuga/sunsuga/sulsuga: salanca/sangonilla sangonella, sangonera
- Saule: salze, també emprat
- Sè: sina
- Secutir/secutre: sacsar, sacsejar
- Seda: cerra, sobretot de porc
- Segon: segó, al Conflent i Vallespir
- Semal: portadora; cossi
- Siure/siuro (i suire-suiro en llocs del Conflent i gran part de Cerdanya) : suro
- Sous: diners. DIEC
- Sus: sobre

### T
- Tacons: galteres
- Tendrum: brot
- Tesa: teia
- Teta: mamella
- Timbauç: timba, balç
- Tindar: dringar
- Tindarella: esquella
- Tomany: toix, curt d'enteniment
- Tora: cadell, insecte que es menja les arrels de les plantes
- Tòria: sarment
- Tovallola: tovalló, torcaboques
- Trapar: trobar
- Trauc: trau, forat
- Traucar: foradar; despuntar
- Trefogir: neguitejar. Oc. Tresfolir
- Tresclam (Conflent), trescam (Vallespir) : pericó, herba foradada o de Sant Joan
- Tribena/tribo/tribanella', tribanola (Conflent) : barrina - terme també emprat - petita; llevataps
- Tribona: tribe, triba, barrina grossa
- Tritllar: tritllejar, repicar
- Tritllejar: refilar, el rossinyol
- Tritllolar: tritllejar
- Trissar: triturar, esmicolar, atrissar en Ramon Llull
- Trona/truna [trunë]: Conflent. golfes, paller damunt de la casa
- Trufa/trumfa: patata, trufa DIEC
- Turba: turma, multitud

### U
- Unflar: inflar. DNV
- Urçol: mussol - granet a l'ull
- Userda: alfals

### V
- Variejar: desvariar
- Veire: got, DIEC
- Ventresca: cansalada viada
- Verm: cuc, DIEC
- Vespra: vetlla, vigília
- Vigili m.: dejuni
- Vilatge: poble, DIEC
- Voludar-se: revolcar-se
- Votura: cotxe

### X
- Xarment/xirment f.: sarment
- Xucar: xuclar

## Altres mots particulars

### A
- Àbec/àbet: espiga; pellofa, boll, pallús, venta del blat
- Aigua blancal: aigua que duu substàncies argiloses, aigua ferruginosa
- Aixanicar: espavilar-se, Conflent, Cerdanya
- Albespina: arç blanc
- All ensocotrí: all salvatge
- Altaner: alterós: situat amunt
- Àlveu: llit de riu
- Anderris: mals endreços
- Animeta: marieta. Vallespir
- Apoqueir: apoquir. Conflent
- Apuntar: preparar
- Arça/argelac/barder/esbarja/esbarzer: esbarzer, bardissa: també emprat
- Arpat: arpada; grapat; quantitat de coses que cap dins la mà, Vallespir
- Arpatejar, atissar/aquissar: abordar, abornar, abuixar, acanissar
- Arri: caminadors de fusta; espècie de caixó fet de llistons, dins el qual posen l'infant que comença a caminar
- Arrodir-se: aixafar, doblegar; caragolar-se, arraulir-se
- Atremullit, -da: tremolós, vacil·lant, que camina a batzegades
- Aucell del pagès: cuereta Motacilla alba a Formiguera

### B
- Babarilles/babarulles: pampallugues, Vallespir
- Badaluc: badoc, encantat
- Bajard: baiard, civera
- Baldufa-boldufla-buldofla, boldolla, botulla, botella? bombolla: Vall., Cerd., Conflent? butllofa, elevació de la pell
- Balladora: baldufa, Vallespir, baldufa?-boldufla-buldofla, botulla, botella, bufa d'aigua cf. Val., bola d'aigua R bombolla, d'aigua, també emprat
- Barbullaire, bolilla: encenalls, de fuster
- Barjàs: arç blanc. vall de la Castellana
- Barjassera: bardissar
- Barrabam: menjador, persona que menja massa
- Batzana/matzana: xarranca
- Bedós/bidós, bedossa/bidossa: papissot
- Befis: fluix per al treball, poc actiu
- Bernat o bernat pescaire: curt d'enteniment
- Bertranada: ruqueria
- Bigós: amb [o], aixada de dues pues
- Biro-viro/liro/tiró/viró?: ànec domèstic. Riberal, Conflent
- Bispa: aire fred
- Bitllar: lligar una garba
- Bitllot, blet: amaranthus retroflexus
- Blincar: vinclar
- Boera: cuereta, Banyuls de la Marenda
- Bolilla: pilota o mandonguilla
- Bolló: espiga; pellofa, boll, pallús, venta del blat
- Bombolla: butllofa, també emprat
- Bonyeta/bunyeta: de l'occità "bonheta"
- Borrada: treball feixuc; gran quantitat
- Borraina: borratja, Vallespir
- Borraller: baster
- Botarada: taparussa, obstacle o dic que hom fa per a aturar l'aigua
- Botàs-botit: flux o aflux d'aigua que arriba en un rec
- Botzegada: empenta
- Brac persona eixelebrada, de caràcter estrany, cridanera i poc raonable, violenta
- Brèdol: vim
- Briu: energia, animació
- Broc: barrot de cadira, Vallespir
- Bromes: pron. 'brumes', enraonies com a pretext per a renyir
- Brunzinar: brunzir
- Buada: volta, cúpula; arcada
- Bufet: manxa, també emprat almenys al Conflent
- Buixot: varietat d'ànec
- Bullinada: sopa de peix
- Bulorda-bolorda: bellugueig de gent, multitud; brossa, vegetació menuda o residus de fullam i branquetes
- Burra [o cabra, bernada o marededéu]: pregadéu, al Vallespir. hi ha burro en septentrional de transició
- Busaroc, -a: gamarús fig., neci

### C
- Escretlla: escletxa
- A collborrec borrec/a: Rosselló, Ceret, Orellà, Montoriol, Prats de Molló/a collmemè Ceret, Estagell, Perpinyà, Salses/a collsemaler Mosset
- A collbotet: a collibè
- A collmemet: Tellet
- Cabeca: mena d'ocell de nit
- Cabeda: mena de peix
- Cabra: pregadéu. hi ha cabra llosca a Maçanet de Cabrenys
- Cacau: pedreta
- Cadaula: pestell, balda, baldó
- Callofa: clofa de fava o pèsol. Vallespir
- Calrada: calor molt intensa, escalfada per efecte de la calor excessiva, de l'empegueïment, etc.
- Camí de Sant Jaume: Via Làctia. Vallespir
- Canalera: canal que baixa de la teulada
- Canarissa: carreró cobert, sense eixida
- Canorga persona, esp. dona, empipadora, avorrida, que sempre repeteix les mateixes coses
- Cantó: veïnadet pròxim al poble
- Cansament: batec del cor. Vallespir
- Canviera: acte de canviar
- Canyo: pastís amb crema
- Capbou/cap de bou: capgròs, cullerot, ull de bou al Vallespir i a l'Empordà
- Carallada: collonada
- Cardina: cadernera, i afectivament dit a persones
- Carranca: pedreguer, lloc pedregos
- Carràs: vehicle sense rodes que serveix per anar damunt la neu o per arrossegar bigues i altres coses grans al Conflent
- Cascarot: agalla del roure, Vallespir
- Cascarra: residu sec, pilot, boleta d'excrement aferrat al pèl o a la llana del bestiar; agalla del roure
- Casoal: casalot i també usat
- Casot: caseta de camp on es desa l'einam
- Catxassar: provocar el misteri sobre un objecte amagant-lo, Conflent
- Cauce: desert calcari, generalment serreta ampla i erma on abunda la pedra calcària
- Cavalla: egua
- Centarpes: centpeus
- Cirereta: arç blanc. Baixos Aspres
- Cirereta de la Mare de Déu: arç blanc. Salanca
- Clenxinar
- Clofa: pelló del blat, blat d'indi; tavella de mongeta i altres hortalisses, al Conflent
- Clofalla: pell de raïm
- Clova: clovella, clofolla, Cotlliure
- Coar: covar
- Còfet: cosa sens ornament
- Coixim-coixam: coixejant
- Colar: escolar-se
- Conrou: conreu
- Conyic: cuereta, Motacilla flava al Conflent
- Copella: ròtula. Vallespir
- Corbera: baiard, civera. Conflent
- Corrença: còlica. Vallespir
- Corrons: ronyons, regió lumbar, Rosselló, Cerdanya
- Coscorra: cascavell usat amb ovelles o mules, Conflent
- Cresta: brama, escuma de la llet
- Cuella o cuallarga: cuereta, Arles
- Cueta: cuereta
- Cugurdella: cuereta, Ribesaltes
- Culblanca: cuereta, Llo
- Culeta: cuereta, Oleta
- Curdarella: cuereta, Illa
- Dameta: cuereta, Salses
- Esclofoll: clovella, clofolla
- Ocell del boer: cuereta, Taurinyà
- Pastorella: cuereta, Cerdanya
- Viudeta: cuereta, Cabestany

### D
- Dall
- Dalt: alt
- De debones: de debò
- Debaix: celler, planta baixa
- Desbotar: esbotzar
- Despit
- Destret: ensurt
- Desvirondat
- Dimosela: fr. couleuvre, Vallespir
- Diós/andiós: mena de bull
- Dispent: al " d'algú a costes, a les seves despeses
- Donzell: mal blanc, muguet, candidiasi que es forma a les ungles de la mà, Conflent
- Durdulla: cruixidell, Emberiza miliaria

### E
- Einam: vaixella, conjunt d'utensilis de cuina
- Eixauc: riberetes o sobreeixidors, o bé camps per on baixen. ant. desaigua d'un rec o bassa
- Eixorca: cabra estèril, que no pot cabridar
- Embans
- Embarbostir: empastifar; marejar, embolicar de paraules, dir-ne moltes per a enganyar o confondre qualcú; embadocar, torbar l'enteniment Conflent; carregar, omplir excessivament
- Embefi: papissot
- Embega: reguerol fet a un hort per aconduir l'aigua del rec fins als solcs
- Embraçar: abraçar
- Embudera: atuell de terrissa per a tenir-hi llet o mel
- Embulada: esllavissada
- Embular-se: esllavissar-se; esllenegar-se
- Empapussar: embolcallar
- Empatotar: embolcallar
- Empinnar-se
- Empinyar-se: empipar, enutjar, irritar
- Emplastrissar/empastissar: empastar, emplastrar, empastifar s'hi usa també
- Emproperi: noningú, persona menyspreable
- Ennaiguar (s'): migrar-se amb una tristor morbosa una criatura o algunes vegades un adult o animal, generalment per desig o gelosia d'allò que ha vist menjar a un altre, per enyorança del mamar, dels acaronaments o d'altres beneficis
- Enbantes: abans
- Encrancar: agafar fort
- Endéu-siau: adéu-siau
- Endevenir-se: avenir-se
- Endolit: adolit
- Endormir: adormir
- Enfonyar
- Enforatar: entaforar
- Enfutrismar: enfurismar
- Engarota o esgarota: garota
- Enginyar: visar, apuntar, dirigir la punteria dret a un objecte
- Enregar
- Enristar
- Entemat: tossut
- Entornejar: envoltar
- Entorquillar: entortolligar; embolicar un paquet
- Entrelluscades: a les " a l'hora foscant
- Entrelluscar: entreobrir porta o finestra
- Escaguitxar-se

### F
- Entriquell: Conflent
- Enveja: desig a la pell
- Envistar: entrevistar-se un noi amb la seva promesa, o una noia amb el seu promès; festejar
- Èrpol: rasclet
- Esbarjasser: bardissar
- Esbergínia: albergínia
- Esbrollanc: esvoranc
- Escabotar
- Escapiar: escalabornar; començar a treballar una fusta o un altre material per a després treballar-lo amb més perfecció
- Escarcaix: gargall
- Escarramell: floc de neu
- Escatllar: rebentar un fruit de closca
- Esclofar: pelar una nou. Conflent
- Escoixendre: emprimar: llaurar per primer cop
- Escopinyada: escopinada
- Escopinyar: escopir
- Escopsar: copsar
- Escorniflar
- Escorrilles
- Escoure: coure fig.
- Escurçó: vinya amb llaques irregulars per culpa del terreny o de l'estretor irregular de la vinya
- Esgallimpar
- Esgargaix: escopinada
- Esgarrafinyar/garfinyar: esgarrapar
- Esgarraixar/esgarranxar: esgarrinxar
- Esgarrip: esgarip, Conflent
- Esmordaixes: mordasses fr. pincettes de cheminée
- Espic: espígol
- Espinàs: mitjana i alta vall del Tec, mitjana vall de la Tet/espineta arç blanc. plana rossellonesa en les baixes valls de la Tet i l'Aglí/espinarç Vallespir
- Espitarlat: espitralat, espitregat
- Estabernacle persona, esp. dona, empipadora, avorrida, que sempre repeteix les mateixes coses
- Estassabarders: eina de camp
- Estenalles: tenalles
- Esterlocar-estorlocar
- Esterrissant: esfereïdor
- Estirallar: estiregassar
- Estirgonyar: estireganyar
- Estragina/estregina o tragina/tregina: Conflento tranina/trenina Ross. Capcir teranyina
- Estrígol/estrigola: ortiga
- Estrigolar
- Fagí: llaminer
- Fardejar: tupar, ferir violentament
- Farro
- Fena
- Fener: faena-feina, faener-feiner
- Fer la cadaula: fer trampes en el joc
- Ferrussa: soroll
- Figa de Maó: figa de moro o de pala
- Fites (tenir les): tenir dolor al cap dels dits causat pel fred
- Foganya
- Follet: terbolí
- Fora: adv. solament; " de/que: tret, llevat de/que
- Forro: uixer
- Fosquejar: fer-se de nit
- Fotja/follaga: fulica nigricans
- Franquet: cranc
- Fredeluc
- Frígol/frigoleta: farigola
- Frissar
- Frixa: freixura

### G
- Gallir
- Gambarota: gambirot
- Gambosí: gamba molt petiteta
- Ganaixa: mandrós
- Ganarra peresa
- Garfinyard: avar, Ceret
- Garragastes: terres estèrils, Vallespir
- Garrupa: boixerol, escanyacabres, olivella, olivereta, raspall
- Gentriscle: llentiscle a Estagell
- Gèrria: gerra
- Ginesterola: rossinyol, bolet
- Glai: esglai
- Goda: sorneria
- Golar: barballera
- Grapar: gratar en terra; anar a peu
- Grífol: rebrot
- Grunyell
- Guifer: pedrer de l'aviram, guier
- Guillat: cria de la guineu. Conflent
- Guisori: maldecap, guinea, cabòria
- Guspitllejar: guspirejar

### H
- Herba de roc: algues al Barcarès
- Herba de Nostra dona: parietària, Vallespir

### I
- Ilsa/illa: arç blanc. Alt Conflent
- Iretge: murri, pillet

### J
- Jaça
- Jaçada
- Jupa

### L
- Lladric/lladrit: lladruc
- Llamec
- Llaunes: ulleres. Del fr. lunettes>llunetes>llaunetes>llaunes
- Llempa: llampa
- Llerma
- Llerpa: taca
- Llerpissar: tacar
- Llevanera: llevadora, comare
- Llimauc/llimoc: llimac
- Llisar: lliscar
- Llisera: lloc relliscós
- Llocaret: ximplet
- Lluerna: cuca de llum

### M
- Macar
- Maimó
- Maimoris
- Maimorrà
- Mal de rei: arc. fr. écrouelles, Vallespir
- Màmia: ovella o cabra que no segrega llet més que per un mugró
- Manca...: poca/poc que...; gens. Conflent, Cerdanya
- Mangoner: rondinaire
- Manitort: morritort. lepidium campestre
- Mantí: flagell
- Marededéu: pregadéu
- Marso (ser a): tornar de la caça sense haver caçat res
- Menera: cabra que mena cabrit, que en cria
- Menigo: melic, llombrígol. Prats de Balaguer
- Mitjaire: teixidor, espècie de mallerenga, son niu sembla una barretina o mitja molt teixida
- Moll: blet moll, blet blanc. chenopodium album
- Mollera: aiguamoll
- Mort-i-viu: sempervivum tectorum
- Moreneta: cabra de pèl morenenc, orella curta i molt lletera
- Mosca vermenera: mosca vironera
- Mossèn/mossan: rector; senyor
- Mossènyer/mossenya: cap de colla agrícola
- Muntanyesa: cabra que habita per les muntanyes

### N
- Nauc/noc: obi, cóm
- Nevàs: nevada; arreplec o munt de neu
- Niflar/nyinflar: pispar
- Nodrisser: nodrís, porcell
- Noella: neulella, gargamelló
- Nouella: gola, canyó. Vallespir
- Nyafar
- Nyama: polpa d'una fruita
- Nyany: cop
- Nyaufar: abonyegar un objecte
- Nyosca: esclafadura; cop rebut

### O
- Ondada: onada

### P
- Parestatge: bastida
- Pa d'ocell: pa que ha agafat el gust del sarró
- Pa d'ou: mena de flam
- Palatreco/palitreco
- Pallot: floc de neu
- Palpantes: a les
- Panxegar: panteixar
- Papallum: cuca de llum
- Papissejar: papissotejar
- Passacamí: menja per a menjar pel camí
- Passallís
- Passavila: cercavila
- Patota: nina, joguet
- Pellot: drap d'escurar
- Penjolar: penjar
- Penjoll
- Perolada
- Perolat: calderada, contingut d'un perol
- Pessigoles
- Pets de fúger: cames ajudeu-me
- Pilot: munt / pila / caramull / modoló de blat
- Pinyó: al costat de pinyol al Ross. i Conflent
- Pioc: malalt
- Piuças: puça (al Conflent)
- Piulots: dolor a les puntes dels dits causat pel fred
- Podrigall
- Pomer de Sant Joan: arç blanc (oest del Rosselló)
- Preput: puput. valencià palput, porput
- Primal, primala: cabrit i cabrida respectivament des que neixen fins que fan un any
- Primer: en tot primer
- Prixa (tenir): tenir parròquia un comerç
- Prona: trona, púlpit
- Pruna dels ulls: nina dels ulls
- Pruner de la Mare de Déu: arç blanc. al llarg de la frontera llenguadociana
- Puntala: puntal
- Punyarrapat: avar

### Q
- Quatrenca: cabra que ha fet tres anys i en corre quatre
- Quec: tartamut
- Queca: mena de corranda amb jocs de mots, o paraules entrebancadores

### R
- Raïm espenat
- Ram de Sant Pere Martre: arç blanc. al llarg de la frontera llenguadociana
- Ranc: coix
- Ranquejar: coixejar
- Rapat: grapat, Conflent
- Rasar/arrasar: rasurar, afaitar
- Rebitllar: reballar, llançar amb violència
- Recoquillar: recaragolar
- Refastinyar: embafar, disgustar
- Refastinyós: desmenjat
- Rega: reg: acció de regar
- Remolesta: remor
- Renyegar: reganyar
- Rescald
- Resquill: esquitx
- Resquillat: esquitxar
- Resquitllar: relliscar
- Reveixí
- Roella: rosella
- Roleu
- Ròssec: rastre
- Rotar: desbordar un riu, eixir de mare

### S
- Sabater: teixidor, insecte
- Sabuc: saüc, també emprat
- Sac dels gemecs: gaita
- Sall: llim
- Sarclar: saglar xaglar eixarcolar, birbar
- Secotre/secotir: sacsar
- Sèlvia: serva
- Selvier: server
- Sequívol: sec
- Serra: munt de garbes -garbera- o de llenya. Conflent
- Serrar: lligar una garba
- Serrera: munt de garbes -garbera- o de llenya. Vallespir
- Si ho cal: potser
- Socorrum: socarrim
- Sodrillar: sotragar
- Soldre: soler
- Solegraner: arç blanc. el 'o' inicial conserva el seu timbre. Rosselló occidental, Costa Vermella
- Soll-a: que no té banyes
- Sornar: dormir, Rosselló; parlar amn veu ronca, Conflent
- Sugrà: arç blanc. Conflent

### T
- Tabac: tàvec, tavà
- Tabal: tàvec, tavà al Conflent; fr. hanneton a Elna
- Talabard: rosa dels Alps, Rhododendron ferrugineum, Vallespir, Cerdanya, Vall de Boí
- Talaiar: mirar, a alguns pobles
- Tampa: portella de ferro per a tapar una embega
- Tanoca
- Taparada: fer "
- Taula: espai entre dues fileres d'arbres
- Taval: tàvec, també emprat
- Temerut: tossut
- Tempanell
- Terçala: cabra que ha fet els dos anys, que corre els tres
- Tirapotes: tirapeu
- Tiratge: tirada
- Tiró: ànec domèstic
- Tiroll: tió, tros de tronc
- Tita: gossa a Arles, ALF carta 279, ovella a Campome
- Tofa/trumfa: tòfona
- Tora: cadell, insecte
- Torcir: torçar, tòrcer: també emprat
- Toronge/toronjo m.: taronja
- Torre: terròs, massa compacta de terra petita i solta
- Tort: coix
- Tortejar: coixejar
- Tranina/trenina o tragina/tregina: Conflent teranyina
- Trascolar: fig. xumar vi
- Travesser: canal per a conduir tot al llarg d'un camp l'aigua a les embegues per a regar. Conflent
- Trebutjar: trascolar, transvasar
- Tritllar, tritllo: dringar, dring
- Trombitlla: capgirell, Conflent
- Troncall: talòs
- Troncalleria: bestiesa
- Tuire: tova. mineral
- Tumar/tumir: envestir amb el cap, topar

### U
- Urpir/enyurpir: urpejar

### V
- Verdalaga: verdolaga. portulaca oleracea
- Vespilla/vispilla: espurna
- Vibra: escurçó, Vallespir
- Vidaula: vidalba
- Vitetes/bitetes?/titetes?: cabretes
- Volamaria: marieta:insecte. Vallespir

### X
- Xabau: xiscló, que té un sol testicle
- Xibeca: mussol
- Xima: xarranca
- Xímbol: cascavell
- Ximenella: xemeneia
- Xipot, xipotar, xipoter: tafaneria, tafanejar, tafaner
- Xirril: rajolí, Conflent
- Xirrit: xerric, glop, traguet, Rosselló
- Xirventes: trespeus de cuina
- Xirventes: trespeus de llar de foc
- Xorc: estèril, animal
- Xormollar: sanglotar, tenir singlot
- Xortar: eixortar
- Xot: mussol; estúpid, mancat de seny
- Xuca-mulla
- Xut-a: mussol?

## Gal·licismes
El rossellonès conté bastants mots francesos catalanitzats, sobretot mots recentment creats, noves realitats, doncs els equivalents en la resta del català són tot sovint castellanismes, antics o actuals, o italianismes a l'Alguer:
- Afrós: espantós, també manllevat per alguns autors sud-catalans
- Afrosament: espantosament
- Agaçant: empipador
- Agaçar: empipar
- Apuprés: més o menys
- Assieta: plat
- Atenció: francesisme? que es fa servir per a atreure l'atenció, com "compte!", a polit! R
- Cahiet: quadern, 'llibreta' és un castellanisme
- Canard: ànec, tiró o viró/viro en R. per al domèstic
- Cartable: cartera
- Craion: llapis
- Devenir: esdevenir, cf. cat. ant., tornar, o 'venir' en rossellonès
- Domatge/daumatge: pena, en el sentit "és una pena que, és un pecat que".[c]
- Estiló: estilògraf, bollaescriu, 'bolígraf' és un castellanisme
- Fotell o futull: butaca
- Jornal: en català és la paga diària. En portuguès i italià també és el 'quotidià' de paper
- Jornalista: reporter, o periodista, que és un castellanisme. Totes les llengües europees usen Jornalista
- Llapí(n: conill, conegut sols en toponímia
- Même: fins i tot
- Menageria: lloc i fet de tenir feres
- Mere: batlle
- Merí f. (casa de la vila, batllia
- Nuança: en català de l'Estat espanyol, matís, castellanisme
- Pastilla: caramel
- Placard: armari de paret
- Presque: gairebé, 'aquí-aquí' R
- Ruta: estrada, via, carrera arc., carretera, que és castellanisme. Possible occitanisme
- Saussissa/sossissa: botifarra. occitanisme?
- Se fatxar: renyir; enfadar-se
- Servieta: tovalló, on el catanyol té 'servilleta' també vingut del francès
- Survetllar: vetllar
- Tableu: tauler, taulassa, tauló, llosarda, pel castellanisme 'pissarra'; fig. escena
- Tornada: girada cf. llenguatge pastoral, tomb musical. "gira" és un castellanisme
- Trotuart: voravia, el català tenia el castellanisme 'acera'
- Tupet: barra, tenir la barra de, front fig. El català general ha adoptat 'tupè' en significat propi
- Tupet: barra, tenir la barra de, front fig.
- Usina: fàbrica
- Verbal o contravenció: multa
- Vermina: lloc o fet que hi hagi verms o cucs, persona podrida.
- Vitesse: velocitat
- Vutura: automòbil. 'cotxe' és un castellanisme
- Xarmant: encantador. La paraula 'charme' s'ha exportat a tot arreu: 'charming' en anglès, 'charme' en portuguès…

Moltes d'aquestes paraules del català septentrional es retroben també en l'occità.

## Castellanismes
Tot i que la penetració de mots vinguts del castellà es va estroncar molt fortament amb la separació política de la Catalunya del Nord de la resta del país, es mantenen castellanismes més antics: 
- Amo
- Antes
- Apoio
- Apurar: avergonyir
- Apurat: avergonyit
- Apuro
- Atràs: arcaisme del català, occitanisme i alhora pertany al castellà
- Borratxo
- Burro
- Butjo: mugró
- Candelero: candeler
- Casco: casc
- Ciego
- Ciego per cec
- Cigarro
- Cuidado
- Curandero: guaridor
- Desditxa per infelicitat
- Duro: moneda
- Embustero
- Emparo
- Enfadar-se
- Enterro
- Estropessar
- Flato: ventositat; dolor, punt de(l costat; mal a les vèrtebres
- Fondo
- Fondo: discutit
- Gandul
- Gasto per despesa
- Gitano
- Guapo
- Hasta
- Hasta: en lloc de fins
- Liquero
- Lloro: idiota
- Manicaco: cas. monicaco
- Matxo per mul
- Menos: menys
- Modos: maneres, civilitats
- Moreno
- Mosso
- Navaja/navaixa: al costat de 'raor, raora'
- Paro
- Pendeca: prostituta cf. Empordà; home mandrós i vagadund
- Puesto: lloc. algun cop
- Quartos: diners
- Reparo: recer, abric
- Rodedor/rodador (al): a l'entorn de
- Rosquilla
- Tabaco
- Tanto per 'cop'
- Tonto
- Trago
- Vago: vagabund
- Vano
- Xupapo

També hi ha hagut castellanismes històrics ja oblidats com: 
cuidado (?), después, pàrroco, puesto, puix (en sentit de 'pues' castellà), sombrero
i literaris tant lexicals com sintàctics que no concernien gens la llengua popular: 
carida, desafio, desditxa, ditxós, golosina, hermós

## Rossellonismes en diccionaris

### Mots composts recollits alDiccionari del rossellonèsde Pere Verdaguer
- Atudacandeles: avar, gasiu (plural justificat)
- Bergacànem: eina
- Cabellblanc: que té els cabells blancs
- Cagaarestes, caganinyetes: cagalatxa
- Cantamanyanes persona poc seriosa
- Capgròs: que té el cap gros
- Carabrut: que té la cara bruta
- Caraplè: que té la cara plena
- Cercaclosquilles, cercacrosquilles: cercabregues
- Closcamoll: que és fluix del cap; caragol
- Cobretupí: cobertora d'olla o de tupí
- Cobretotxo: lligadura, capell
- (d)Espullabelitres: gavarrera
- Embarrassacamins persona que fa nosa i priva el pas
- Enganyamón: xarlatà
- Escuratinells: beverri
- Esgarrapotxes: sastrinyol (potxa: gall. butxaca)
- Esquinxa-roba: barrot de finestra amb punxes
- Galtaprim: prim de galtes
- Garra-llarg: que té les cames llargues
- Garra-sec: que té les cames seques
- Guardacaça: guardaterme
- Guardaterra: guardaterme
- I-bé-hò: que sempre diu "I bé, hò" (hò = sí)
- Llargamelsa persona alta i magra
- Mataanyells: planta
- Mataaranyes: galzeran
- Matacabra: calamarsa
- Menjafaves: farfallós, mastegafaves
- Menja-sants: devot
- Palpalloques: home que cerca de palpejar les dones
- Panxaprim: panxabuit
- Papaagulla: papaorelles
- Papadineros: avar, gasiu. cast.
- Papallum: lluerna
- Papallusquetes: miop, maldestre
- Papapolla: papaorelles
- Paramà: jugar al paramà (cobrar el degut per un treball fet)
- Parapluja: paraigua
- Passacamí: menjar per al camí
- Pastafí (pastís de pasta fina)
- Patimaneta: lligabosc
- Pedra-seca: calamarsa sense pluja
- Pica-sal: mà de morter
- Picaterra: pollastre
- Pipacanya: flabiol de canya
- Pocparla: que parla poc
- Poc-s'hi-val: talòs
- Portafulla o portafulles: cartera
- Potaferm: ferm de potes o de cames
- Potafí: que va amb molt de compte
- Punxamonines: puntós
- Punyarrapat: avar
- Purgamost: borratxo
- Quitjadiners: avar
- Robagallines: robador d'aviram, qui roba coses de poca valor, per vici?
- Rodacamí: rodaner
- Saltabarralles: furtador
- Sega-rostes: dolent violinista
- Tallabarges: tallabarder
- Tirabrasa: tiràs
- Tiracalcetes: nen, home molt petit
- Tiranyinyol: sabater (despec.)
- Tirapotes: tirapeu
- Tocamanetes: home (polític) tocador de mans (iron.)
- Trauca-sacs: cugula fàtua; margall bord (plantes)
- Trencaavellanes: xerraire a tort i a dret
- Trencament de cap: maldecap
- Trucaestaques: beneitot
- Trucaginolls: garrell
- Trucalajoia: espatllafestes, esgarriacries
- Tudallums: apagallums
- Tustabolses: beneitot
- Unflapipes: torrapipes
- Ventrebotat: que té el ventre inflat
- Ventreprim: que té el ventre prim
- Xucaaixetes: borratxo

### Al diccionari de l'IEC
La llista següent inclou alguns termes que són presents també en altres variants del català.
- Ca: gos (també Balear)
- Cel de la boca: paladar dur (pròpia, tal com s'indica al primer volum del Petit Atles Lingüístic del Domini Català, de tota l'àrea del dialecte septentrional i d'algunes localitats sudpirinenques)
- Corrons: regió lumbar
- Cossol: suport, fonament
- Dellà-ahir: despús-ahir (Vallespir, Conflent?, Cerdanya, Garrotxa. DCVB: d'allà ahir o allà ahir (Cerdanya, Ripollès, Empordà).
- Descossolar: destruir els cossols o fonaments (d'alguna cosa)
- Envermenat: ple de cucs
- A l'encop: alhora
- Espellir: descloure's
- Espellida: desclosa
- Flingar: fimbrar
- Gambajó: pernil, cuixot
- Gojat, gojata: minyó, noi, xic (també és propi de regions pirinenques)
- Flingar: fimbrar
- Jaupar: bordar
- Mainatge : nen; plur. mainada
- Marguiller: paborde o membre de la junta parroquial al Rosselló (també té el sentit no admès de 'bidell' o 'silencier de l'església' al Conflent)
- Monja: mongeta
- Nin: nen (també Balear)
- Repotegar: rondinar, rebotegar (respondre amb paraules irades o de disconformitat)
- Sarda: sardina
- Serrill: serradures
- Ventre de la cama: panxell, ventrell o tou de la cama (també present en altres parlars)

### Al diccionari de la GEC
- Molsir: munyir
- Orèndola: oreneta (noteu l'accent tònic ultracorregit)